# Parâng

Parâng Mountains 3D

Parâng (čti [paryng]), též Munții Parângului, podle pravopisu platného do roku 1993 psáno Parîng, je druhé nejvyšší pohoří Rumunska. Nejvyšším vrcholem je Parângul Mare s výškou 2 519 m, který jako jediný přesahuje hranici 2 500 metrů a je čtvrtým nejvyšším vrcholem Rumunska. Tři další vrcholy přesahují 2 400 metrů (Gemănarea s 2 426 m, Stoienița s 2 421 m a Cârja s 2 405 m) a 15 vrcholů přesahuje 2 300 metrů. Parâng je známý svou opuštěností a z trojice nejvyšších rumunských hor je také nejméně navštěvovaný a nejklidnější. Po geologické stránce je pohoří složeno především z krystalických hornin a svými oblými skalnatými vrcholy připomíná Nízké Tatry. V horách pramení několik řek a nachází se zde asi 50 horských ples, z nichž je nejznámější Câlcescu.

## Popis hor a geologie
Hlavní hřeben hor se táhne ve východozápadním směru, na východě je pohoří odděleno hlubokým sedlem Curmatura Oltetului od pohoří Căpățâni, ze severu přiléhá pohoří Șureanu a Lotru. Na západě jej od pohoří Vilcan odděluje soutěska Jiu. Na severovýchodě se nachází významný podcelek Parângu, a to hřeben Latorița.
Samotný Parâng se dělí do několika masivů. Od západu je to Parângul Mic (Malý Parâng – s nejvyšším vrcholem Parângul Mic 2074 metrů vysokým). Tato část hor je nejvíce navštěvovanou, přímo pod horami leží město Petroșani, na svazích Malého Parângu je několik hotelů, lyžařských středisek a lanovka.
Následuje masiv Parângul Mare (kulminující horou Parâng 2519 metrů vysokou). Tato část hor je nejskalnatější, nachází se zde několik nádherných štítů (Parângul Mare, Cârja a Gemănarea) a horských jezer Roșiile (největší s 3,8 ha), Mândra (nejvýše položené - ve výšce 2158 metrů), Mija a mnoho dalších). Okolí hory Cârja je také považováno za nejskalnatější část pohoří.
Z nejvýchodnějšího štítu masivu Velký Parâng Coasta lui Rus vybíhá boční masiv Costișele k severu k pohoří Șureanu. Tento masiv pohoří je bezesporu nejzalesněnější. Parâng nejprve klesá do sedla Pasul Groapa Seacă (1598 metrů vysokého), kterým prochází silnice DN 7A z Petroșani k chatě Obîrșia Lotrului a dál údolím řeky Lotru do městečka Brezoi. Hned za sedlem masiv kulminuje nejvyšším bodem Capra (1927 m), kde se dělí na lesnatější západní větev a travnatější hřeben vedoucí na severovýchod. Mezi západní větví Muntelul Jiețului (1558 m) a horou Parângul Mic je vytvořena soutěska řeky Jieț. Severovýchodní větev je o něco vyšší než západní a na hoře Poiana Muierii (1756 m) se nachází horský uzel tří pohoří. Od jihu je to Parâng, na sever pokračuje Șureanu a z něj na východ Lotru (tyto hory navazují až 2 km vzdáleným sedlem Pasul Tărtărău).
Dalším masivem je Setea Mohor nejvyšší horou Setea Mare (2365 metrů). V těchto místech jsou hory znatelně travnatější a zaoblenější. Nachází se zde také a nejznámější jezero v horách Câlcescu, kde je přírodní rezervace. Ve východní části masivu Setea Mohor se k severu táhne boční hřeben Cărbunele, který navazuje na masiv Latorița.
K východu se táhne travnatá oblast Urdele k poslednímu masivu Păpușa. Přes hřebeny Carbunele a Urdele vede známá rumunská vysokohorská silnice DN 67C (Transalpina), vystavěná již králem Karlem II. Rumunským mezi lety 1934-1939.  Donedávna[kdy?] byla sjízdná pouze terénními vozy, v posledních letech[kdy?] byl položen nový asfaltový povrch. Horská cesta se tak stala dostupnou pro milovníky jízdy na silničním kole a nebo pro panoramatickou jízdu v autě. Jedná se o jednu z ikonických horských cest v Rumunsku. 
Poslední masiv Păpușa je nejtravnatější. Nejvyšší hora Micaia dosahuje výšky 2170 metrů. Pohoří poté prudce klesá do sedla Curmatura Oltetului (1615 metrů vysokého), kde přímo navazuje na pohoří Căpățînii.
Latoriței je někdy považován za samostatný horský celek, ale jde o součást Parângu, táhne se také ve směru východ-západ, přičemž se jedná o jednu z nejodlehlejších oblastí v Karpatech. Hřeben Latoriței je dlouhý 30 kilometrů a ze všech stran je obklopen hlubokými údolí řek. Nejvyšším vrcholem masivu je hora Bora s 2055 m, často se však zmiňuje Fratoșteanu s 2053 m. Latoriței jsou podobné jak geologickou stavbou, tak i orientací hřebene, pohoří Lotru.

## Vodstvo

### Řeky
V Parângu pramení několik významných řek, pod hřebenem Parângul Mare je to několik zdrojnic řeky Jieț, což je přítok východní větve Jiu. Jieț nejprve teče přímo na sever, brzy se ale její směr mění prudce na západ a vlévá se do řeky Jiu de Est. Následuje tok směrem k jihu, kde se spojují toky Jiu de Est a Jiu de Vest a společně tvoří řeku Jiu tekoucí přímo k jihu. Pod hřebenem Setea Mohor pramení Lotru. Pod hřebenem Cărbunele pramení Latorița. Směrem k jihu se také tvoří několik řek, většinou jsou to však přítoky větších toků.

### Jezera
V horách se nachází větší množství horských ples (34 pojmenovaných a přibližně 25 dalších bezejmenných), která mají rozdílnou morfologii a rozdílný původ. Větší část z nich se nachází na severní straně hlavního hřebene, kde je to 30 pojmenovaných jezer, dalších přibližně 20 je sezónních, případně bezejmenných (od západu a pouze pojmenovaná): Mija (někdy zvané Zăvioele), Burtan, Pârlere, Inghețat, Cârja, Slivei, Verde, Mic, Zănoaga Gemănării, Zănoaga Stânei, Mândra, Lung, Roșiile, Ghereșul, Ciobanu (na spojovacím hřebeni se Șureanu), Huluzul (na spojovacím hřebeni se Șureanu), Găuri, Zănoaga Mare, Păsări, Câlcescu, Vida, Pencu, Iezer, Cărbunele, Muntinu (na spojovacím hřebeni s masivem Latorița), Sfinxul (na spojovacím hřebeni s masivem Latorița), Violeta (v údolí pod masivem Latorița), Iezerul Latoriței (v údolí pod masivem Latorița, tato dvě jezera jsou chráněna v přírodní rezervaci), Bălescu (někdy zvané Singuratic) a Micaia.
Na jižních úbočích je jezer podstatně méně, dohromady pouze 4. Jde o (od západu): Recii (poměrně daleko od hlavního hřebene, nachází se na bočním hřebeni Muntele Sapa na jihozápadě), Lotrana, Leșul a Găurile Mohorului.

### Přehrady
V okolí Parângu je vybudováno několik přehrad. Některé z nich fungují pouze k zadržování povodní, případně jako zásobárna vody.

### Soutěsky
V údolí řek Parângu se nachází několik výrazných soutěsek a kaňonů, které dokreslují tvář těchto hor. Pravděpodobně nejvýznamnější je kaňon Surduk řeky Jiu, který odděluje Parâng od západnějšího pohoří Vilcan. Tento kaňon je dlouhý asi 40 kilometrů a vede jím silnice i železnice. Infrastruktura v tomto kaňonu je ale častou obětí ničivých povodní, takže vlaky mají v poslední době[kdy?] častá omezení a potíže. Několik přítoků Jiu tvoří kaňony a soutěsky přímo mezi hřebeny Parângu. Nejvýznamnější je říčka Polatiștea, která tvoří hluboce zaříznuté údolí přibližně v půlce kaňonu Surduk. Údolím říčky Polatiștea vede silnice a turistická značka žlutý bod (ve starších mapách je uveden červený kříž). Krátkou soutěsku tvoří také na horním toku říčka Sadul.
Na severu je kaňonovité údolí vytvořené řekou Jieț. Několik jejích přítoků také tvoří soutěsky (především potok Mija Mare a Coasta lui Rus). Hřeben Latoriței je z obou stran obklopen kaňony. Na severu je to na středním toku řeky Lotru a na jihu mnohem výraznější a skalnatější na řece Latorița. Spodní část této soutěsky pod hřebenem Tirnovu v Kapacinských horách je dokonce chráněna stejnojmennou přírodní rezervací. Další soutěsku pak tvoří přítok Latorițe potok Rudâreasa.
Na jihu je serie soutěsek při ústí potoků z hor. Hned první je hraniční řeka mezi Capatiny a Parângem a to Olteț. Řeka má místy strmé a skalnaté srázy a ve spodní části u vesnice Polovragi tvoří i soutěsku. Hned vedlejší tok Galbenul ji na stejném místě tvoří taky. Třetí významnější řeka Gilort tvoří soutěskovité údolí téměř po celé délce toku. Dál na západ kaňonů ubývá, pouze říčka Blahnița tvoří na středním toku krátkou soutěsku.

### Vodopády
V horách se nachází velké množství vodopádů, z nichž několik je chráněno v přírodních rezervacích.

## Rostlinstvo a živočišstvo
Parâng poskytuje útočiště mnoha druhům rostlin i živočichů. Údolí jsou doposud velmi zalesněná, v nejvyšších partiích se setkáváme s flórou alpinského rázu. Roste zde i několik endemitů. Setkat se můžeme téměř se všemi zástupci klasické karpatské fauny, včetně velkých šelem.

## Turistika
Z trojice nejvyšších rumunských pohoří je Parâng navštěvován nejméně, přesto má co nabídnout. Oblíbenou akcí, zvláště mezi českými turisty je souvislý hřebenový přechod s napojením na Căpățînii nebo Șureanu. Většinou se postupuje od západu, protože turistu do 1700 metrů nadmořské výšky vyveze lanovka. Mezi znalci rumunských hor je ale za krásnější považován nástup od východu od Kapacinských hor. Hřebenovka má reliéf podobný hřebenu Nízkých Tater a na rozdíl od Retezatu zde nejsou výrazné výškové rozdíly. Značení je standardní červený pruh a celý hřeben lze zvládnout za 3 dny. Etapa od sedla Urdele po Kapaciny je značena dosti bídně, stejně tak spojovací hřeben se Șureanu. Napojovací trasy na hřeben jsou také značeny dosti špatně, důležitá je proto mapa.
V horách není žádná horská chata, pouze pod horou Cârja je útulna. Spát lze i v několika salaších, které se však většinou nachází hluboko pod hřebenem. Pod horou Malý Parâng se nachází rozsáhlé lyžařské středisko, kde se lze ubytovat. Menší středisko a několik možností ubytování se nachází i na jihovýchodě ve vesnici Rânca, která se nachází přímo na bočním hřebeni Parângu.